# 宋芝齡
宋芝齡（英語：Adrianna Sung Chih Ling，1978年11月21日—），中韓混血兒，父親是上海人，母親是韓國人，曾參選1996年香港小姐選舉，無綫電視基本藝人合約演員，是清談節目《都市閒情》及《流行都市》其中一位固定主持。

## 背景
宋芝齡在香港灣仔出生，年幼在韓國釜山生活，5歲時隨家人移居香港銅鑼灣，因父母常於外地經商，所以她寄居於同學與老師的家中。宋芝齡曾就讀金銀業貿易場學校，繼而升讀嶺南中學（灣仔司徒拔道舊校）。在校時為圖書館管理員，參與過學校歌詠團活動，又於1994年至1995年擔任學生會成員，與藝人阮德鏘為同級同學。她及後於延世大學修讀韓語課程及於堅道明愛專業及成人教育中心修讀商科。1996年她為了與同學一起到電視台追星，所以以17歲之齡參加香港小姐。落選後入讀第9期無綫電視藝員訓練班，隨後與香港無綫電視簽約成為藝員，曾於多部劇集中飾演配角。她入行初年因喜歡譚玉瑛，加上收入穩定而想加入兒童節目組，結果未能如願，由蓋世寶代替其位置。
宋芝齡參演的首部電視劇集是《美味天王》。同期，即2001年與當時的男友開設韓國時裝店數個月。拆伙後到韓國大學進修，2005年回港未幾適逢無綫電視播出《大長今》，打破香港當時最高電視收視紀錄，掀起「長今熱」。由於她精通韓語，因此無綫多次派她負責訪問韓國明星，如李英愛、池珍熙、洪莉娜、趙廷恩等，並擔任翻譯工作，逐漸為人所認識，工作量大增。2000年代中期，她與韓國朋友合辦報紙「韓流Times」，2008年開始與旅港韓籍記者李慶鈺在銅鑼灣渣甸街合作開辦韓語學校「勝利韓語學校」。乘着《大長今》帶來的韓流效應和藝人身份的知名度，她的韓語學校薄有名氣，後來再開辦韓國投資移民生意。她亦曾開設婚紗攝影公司，惟已於2012年結業。2012年於銅鑼灣開設韓式小食店「LingLingHouse」，但是在2014年初結業。2010年代，她成為無綫電視清談婦女節目《都市閒情》的固定主持。《都市閒情》結束後擔任後來《流行都市》的固定主持。另外也經營小學補習學校「語文童樂」。
2023年，宋芝齡開始從政，加入自由黨並出任自由黨灣仔支部主席。同年10月，自由黨宣佈宋參選2023年香港區議會選舉，成為灣仔選區區議員候選人，結果只得3,043落選。
2024年10月，自由黨宋芝齡和新民黨黃守東落選區議會後，這對「無綫才女」與「無綫才女」再合作，成立灣仔青年聯會。

## 言論及爭議

### 淪為第三者
2016年9月，有傳媒揭發宋芝齡與已婚HMV集團執行董事何智恒交往，引起介入婚姻的疑雲。不過，男方其後表示已與其妻子分居數月，宋芝齡並非第三者。

### 支持警方執法
2019年6月12日，時值香港爆發反對逃犯條例修訂草案示威和佔領行動，宋芝齡於社交網站Instagram上載一張無綫新聞截圖，並留言支持香港警察清場，引起網民不滿，隨後宋更與網民爆發罵戰。

### 區選落敗
2023年12月10日香港區議會選舉，自由黨派出4人競逐直選議席，結果3人勝出，當中只有出選灣仔區的宋芝齡落敗。翌日會見傳媒時，宋芝齡稱今次不是落敗，只是「暫時未能勝出」。

## 演出作品
*以下列表只記錄宋芝齡演出過的影視作品，若有遺漏，請協助補充相關資料。

### 電視劇（無綫電視）
| 首播   | 名稱                 | 角色                  | 備註                                   |
| 1997年 | 刑事偵緝檔案III      | Amy                   | 檔案十：幕後玩家                       |
| 1997年 | 鑑證實錄             | 畫郎職員              |                                        |
| 1997年 | 美味天王             | 紀廉廉                |                                        |
| 1998年 | 花木蘭               | 郎小小之丫環          |                                        |
| 1998年 | 聊齋（貳）之綠野飛仙 | 妓女                  |                                        |
| 1998年 | 妙手仁心             | Ivy                   |                                        |
| 1998年 | 離島特警             | Jackie                |                                        |
| 1998年 | 非常保镳             | Ada                   |                                        |
| 1998年 | 廉政行動1998         | 廉署調查員            |                                        |
| 1999年 | 寵物情緣             | Kelly                 |                                        |
| 1999年 | 洗冤錄               | 小姐                  | 第4、16集                              |
| 1999年 | 鑑證實錄II           | Debbie                |                                        |
| 2000年 | 創世紀II天地有情     | JoJo                  |                                        |
| 2000年 | 陀槍師姐II           | 花弗之未婚妻          |                                        |
| 2000年 | 楊貴妃               | 謝亞蠻                |                                        |
| 2000年 | 撻出愛火花           | Amanda                |                                        |
| 2000年 | 男親女愛             | 美女                  |                                        |
| 2001年 | 封神榜               |                       |                                        |
| 2001年 | 七姊妹               | 姑娘                  |                                        |
| 2001年 | 皆大歡喜             | 美女 張夫人           | 第4集 第41集                           |
| 2001年 | 酒是故鄉醇           | 玉冰                  |                                        |
| 2002年 | 皆大歡喜             | 妓女 尼姑 芽菜琴 女人 | 第98集 第187集 第254-255集 第291集     |
| 2002年 | 烈火雄心II           | Dora Sung             | 第1、15、17-18、20、25-26、28、30-31集 |
| 2002年 | 談判專家             | 妓妹                  |                                        |
| 2003年 | 十萬噸情緣           | Helen                 | 第12集                                 |
| 2004年 | 皆大歡喜             | 美女                  | 第414集                                |
| 2005年 | 皆大歡喜             | 雯女                  | 第431集                                |
| 2005年 | 胭脂水粉             | 祝家傭人              |                                        |
| 2005年 | 酒店風雲             | 王啟傑秘書            |                                        |
| 2006年 | 法證先鋒             | 金海潮                |                                        |
| 2006年 | 肥田囍事             | 女友                  |                                        |
| 2007年 | 蕭十一郎             | 金鳳凰                |                                        |
| 2010年 | 情人眼裏高一D        | 大長針                |                                        |
| 2011年 | 七號差館             | 女售貨員              |                                        |
| 2013年 | 談談情 練練武        | 葉敏敏                |                                        |
| 2020年 | 愛·回家之開心速遞    | 楊怡 (影射楊怡)       | 第874集                                |

### 節目主持（無綫電視）
- 娛樂大搜查
- 東張西望
- 李英愛全面睇
- 醫道小百科
- 都市閒情
- 歡樂滿東華 2009
- 大韓好Kimchi
- 都市閒情之安齡暑假冇時停2017
- 都市閒情之安齡初一冇時停2018
- 流行都市之安宋初一冇時停2019

### 其他演出（無綫電視）
- 笑口常開（節目嘉賓，教授韓語）

## 外部連結
- 宋芝齡的新浪微博
- 宋芝齡的Facebook專頁
- 宋芝齡的Instagram帳戶
- TVB藝人宋芝齡微博（页面存档备份，存于）